# Синусова тахікардія
Синусова тахікардія (СТ) — форма надшлуночкової тахіаритмії, що характеризується прискореним синусовим ритмом (тобто ритмом синусового вузла) з частотою серцевих скорочень понад 100 в хвилину (у дорослих).

## Етіологія
Розрізняють фізіологічну і патологічну синусовую тахікардію. Діагностичне і прогностичне значення синусової тахікардії визначається конкретною ситуацією, при якій вона виникає.
Фізіологічна СТ виникає у відповідь на фізичне навантаження, стрес. Так, синусова тахікардія є нормальною відповіддю серцево-судинної системи на фізичне навантаження, психоемоційний стрес, вживання кофеїну (міцний чай, кава, енергетичні напої). У цих випадках синусова тахікардія носить тимчасовий характер і, як правило, не супроводжується неприємними відчуттями. Відновлення нормальної частоти серцевих скорочень відбувається незабаром після припинення дії факторів, що викликають тахікардію.
Клінічне значення має синусова тахікардія, що зберігається в спокої. Нерідко вона супроводжується неприємними відчуттями «серцебиття», відчуттям нестачі повітря, хоча деякі хворі можуть не помічати збільшення частоти серцевих скорочень. Причинами такої тахікардії можуть бути як екстракардіальні фактори, так і власне захворювання серця.
Причиною патологічної СТ можуть бути:
- Гіпоксія (крововтрата, анемія)
- Гіпотонія
- Гіповолемія
- Підвищення температури (системна інфекція, запалення)
- Прийом адренергічних препаратів
- Тиреотоксикоз
- Кардіоміопатія з порушенням функції лівого шлуночка

До числа екстракардіальних факторів, що викликають синусовую тахікардію, відносяться:
- гіпертиреоз;
- гарячка;
- гостра судинна недостатність;
- дихальна недостатність;
- анемії;
- деякі варіанти нейроциркуляторна дистонія, що супроводжуються активацією симпатоадреналової системи;
- застосування деяких лікарських препаратів (симпатомиметиков, еуфіліну, кофеїну, периферичних вазодилататорів, блокаторів повільних кальцієвих каналів

Інтракардіальні чинники. Виникнення синусової тахікардії у хворих із захворюваннями серця в більшості випадків (хоча і не завжди) свідчить про наявність серцевої недостатності або дисфункції лівого шлуночка. У цих випадках прогностичне значення синусової тахікардії може бути досить серйозним, оскільки вона відображає реакцію серцево-судинної системи на зниження фракції викиду або клінічно значущі порушення внутрішньосерцевої гемодинаміки.
Найчастішими причинами інтракардіальної форми синусової тахікардії є:
- Хронічна серцева недостатність;
- інфаркт міокарда;
- важкий напад стенокардії у хворих на ІХС;
- гострий міокардит;
- кардіоміопатії та інші причини.

## ЕКГ ознаки
Для синусової тахікардії характерно:
1. збільшення ЧСС більше 100 за хв
2. збереження правильного синусового ритму;
3. позитивний зубець P у відведеннях I, II, aVF, V4-V6;
4. при вираженій СТ:

- спостерігається скорочення інтервалу P-Q (R) (але не менше 0.12 с) і тривалість інтервалу Q-T, 
- збільшення амплітуди P в відведеннях I, II, aVF, 
- збільшення або зниження амплітуди зубця T, 
- косовосходящее депресія сегмента RS-T (але не більше 1,0 мм нижче ізолінії)

## Лікування
Найчастіше потрібна діагностика і лікування захворювання, що викликало синусовую тахікардію. Купірування самої СТ показано тільки при появі ознак ішемії міокарда або гострого коронарного синдрому. При цьому уповільнюють серцевий ритм β-адреноблокаторами.